# Virna Lindt
 (avril 2024).
Si vous disposez d'ouvrages ou d'articles de référence ou si vous connaissez des sites web de qualité traitant du thème abordé ici, merci de compléter l'article en donnant les références utiles à sa vérifiabilité et en les liant à la section « Notes et références ».
 (avril 2024).
Pour les articles homonymes, voir Lindt.
Virna Lindt est une chanteuse et productrice de disques suédoise. 

## Carrière musicale
Son premier single, Attention Stockholm, est devenu un succès dans les charts indépendants en 1982[réf. nécessaire].
Elle a sorti deux albums studio, Shiver en 1983 et Play/Record en 1985, tous deux sur le label Compact Organization, en collaboration avec le parolier, producteur et arrangeur Tot Taylor. Mêlant influences pop et expérimentales, ils ont depuis été réédités en CD par LTM.
Son style a été décrit comme «la rencontre entre John Barry et la new wave »[réf. nécessaire].
Après une longue interruption[évasif], Lindt est revenue à la musique en 2019 avec la sortie de Avant-garde Pts 1 & 2 et en 2021 avec le single nu-disco Once'.

## Discographie
- Shiver (1983)
- Play/Record (1985)
- Avant-garde Pts 1 & 2 (2019)
- Once (2021)